# Nardia geoscyphus
Nardia geoscyphus là một loài rêu tản trong họ Jungermanniaceae. Loài này được (De Not.) Lindb. miêu tả khoa học lần đầu tiên năm 1874.